# Smáralind
Smáralind – drugie co do wielkości, po rejkjawickim Kringlanie, islandzkie centrum handlowe, znajdujące się w centralnej dzielnicy miasta Kópavogur – Smárahverfi, pomiędzy ulicami Smárahvammsvegur, Hagasmári, Reykjanesbraut i Fifuhvammsvegur, naprzeciwko wieżowca Smáratorg 3.
W Smáralind znajduje się ponad siedemdziesiąt sklepów, punktów gastronomicznych i usługowych oraz kino. Powierzchnia obiektu wynosi 64 000 m².
Centrum zostało otwarte 10 października 2001 r.
Po otwarciu Smáralind zasłynął w mediach, ponieważ z lotu ptaka budynek swoim kształtem przypomina penisa.